# Courgains
Courgains est une commune française, située dans le département de la Sarthe en région des Pays de la Loire, peuplée de 585 habitants (les Courgannais).
La commune fait partie de la province historique du Maine, et se situe dans le Saosnois.

## Géographie
Courgains est située à 35 km au nord-est du Mans et à 24 km au sud d'Alençon ; elle est à 10 km de Mamers, sous-préfecture de la Sarthe.

### Lieux-dits et écarts
- Le mont de la Garde, une motte castrale, autrefois également appelé « Gibet à la Truie » en souvenir d'une exécution judiciaire.
- La Croix de Courgains, où se trouve une croix.

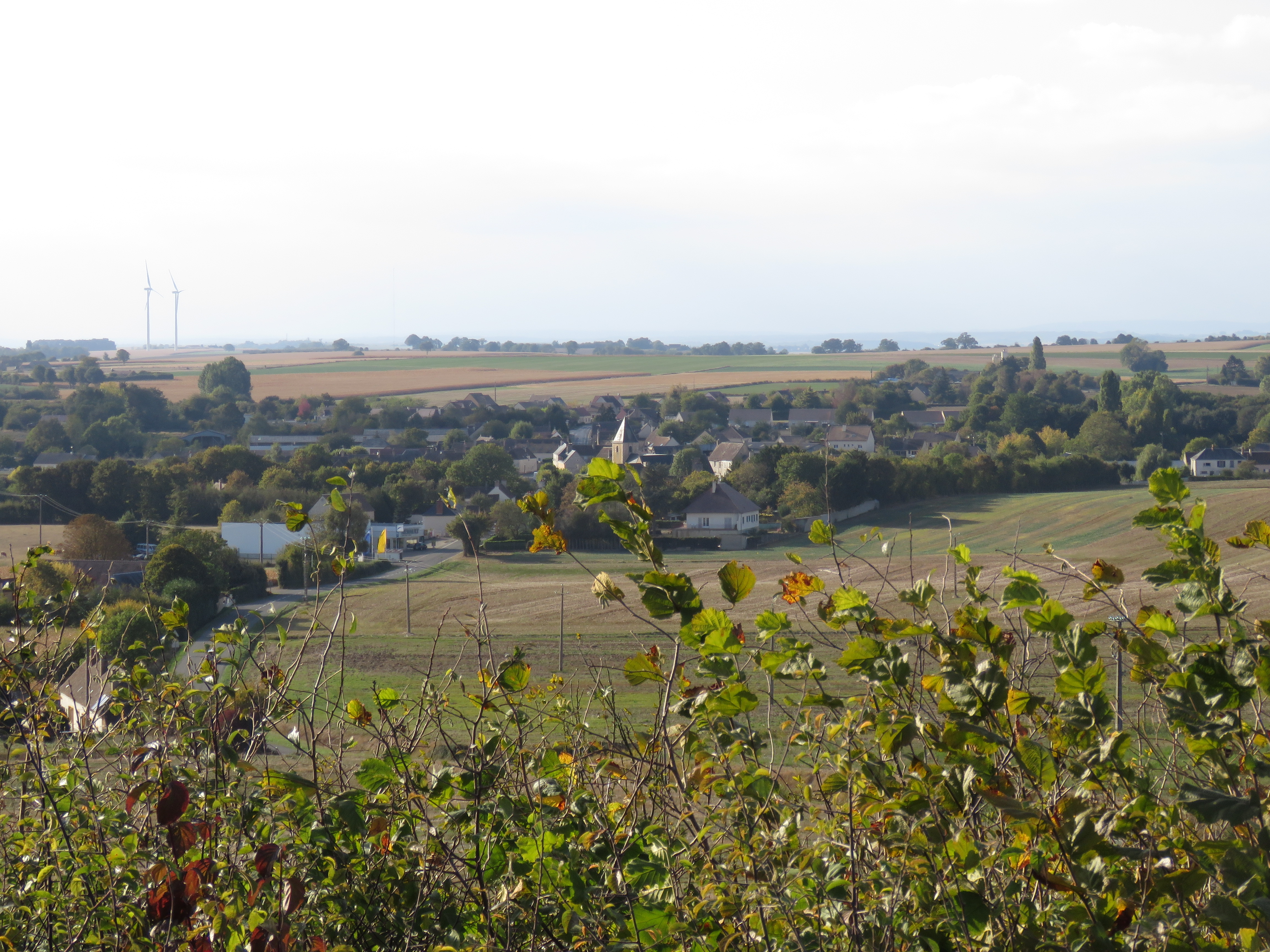
Vue générale du Courgains.
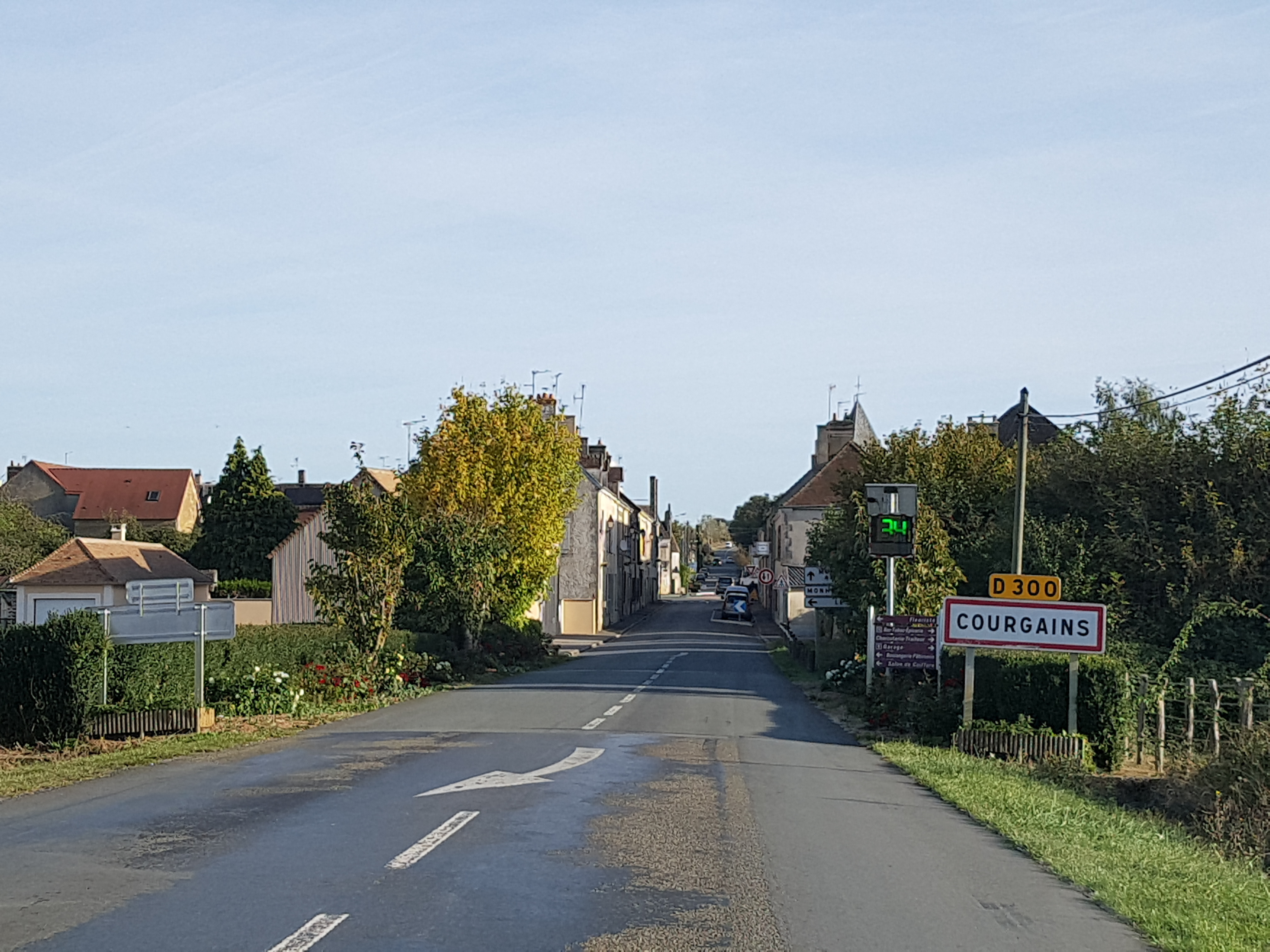
Entrée sud du bourg.
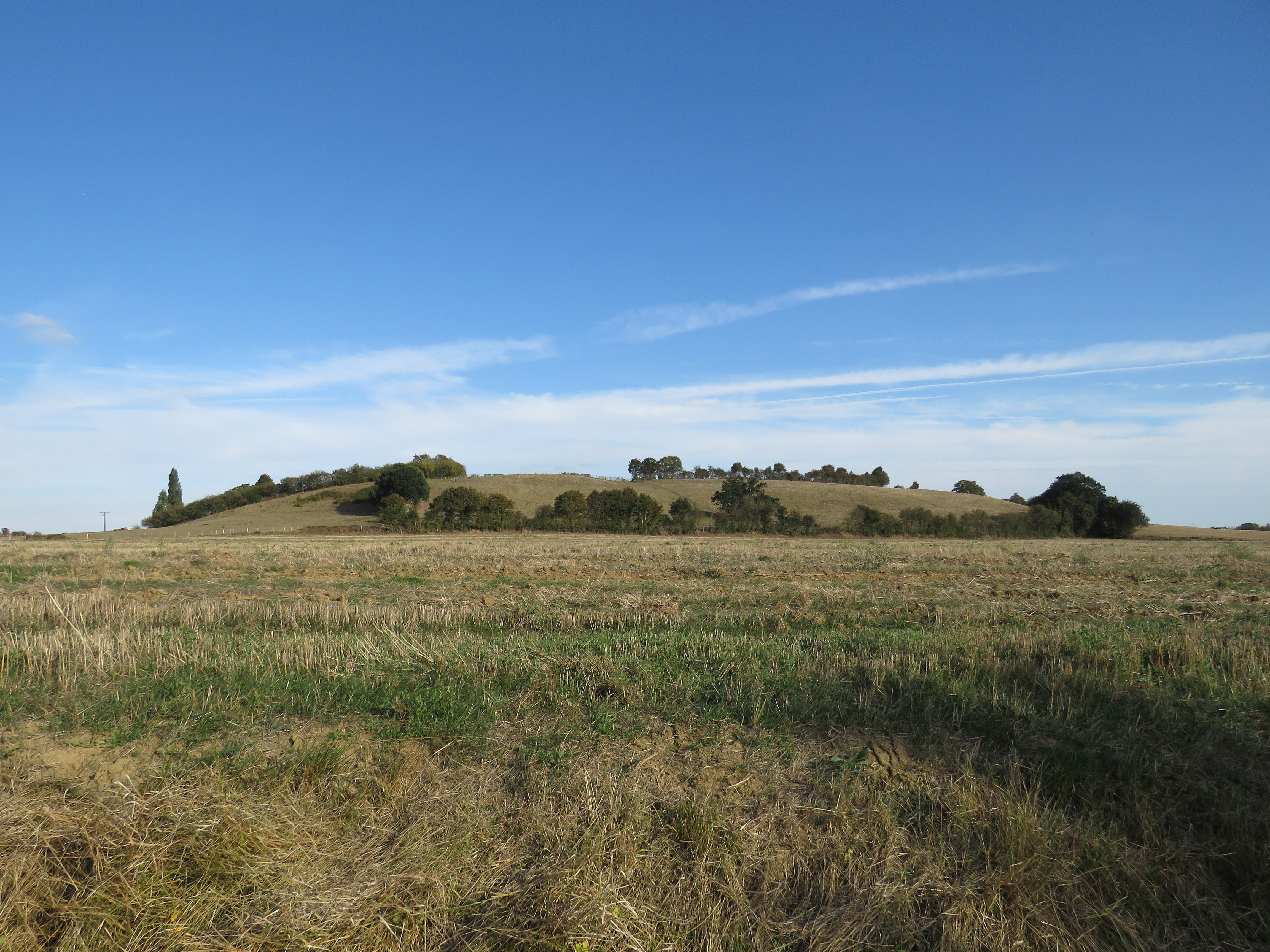
Motte castrale Mont de la Garde.
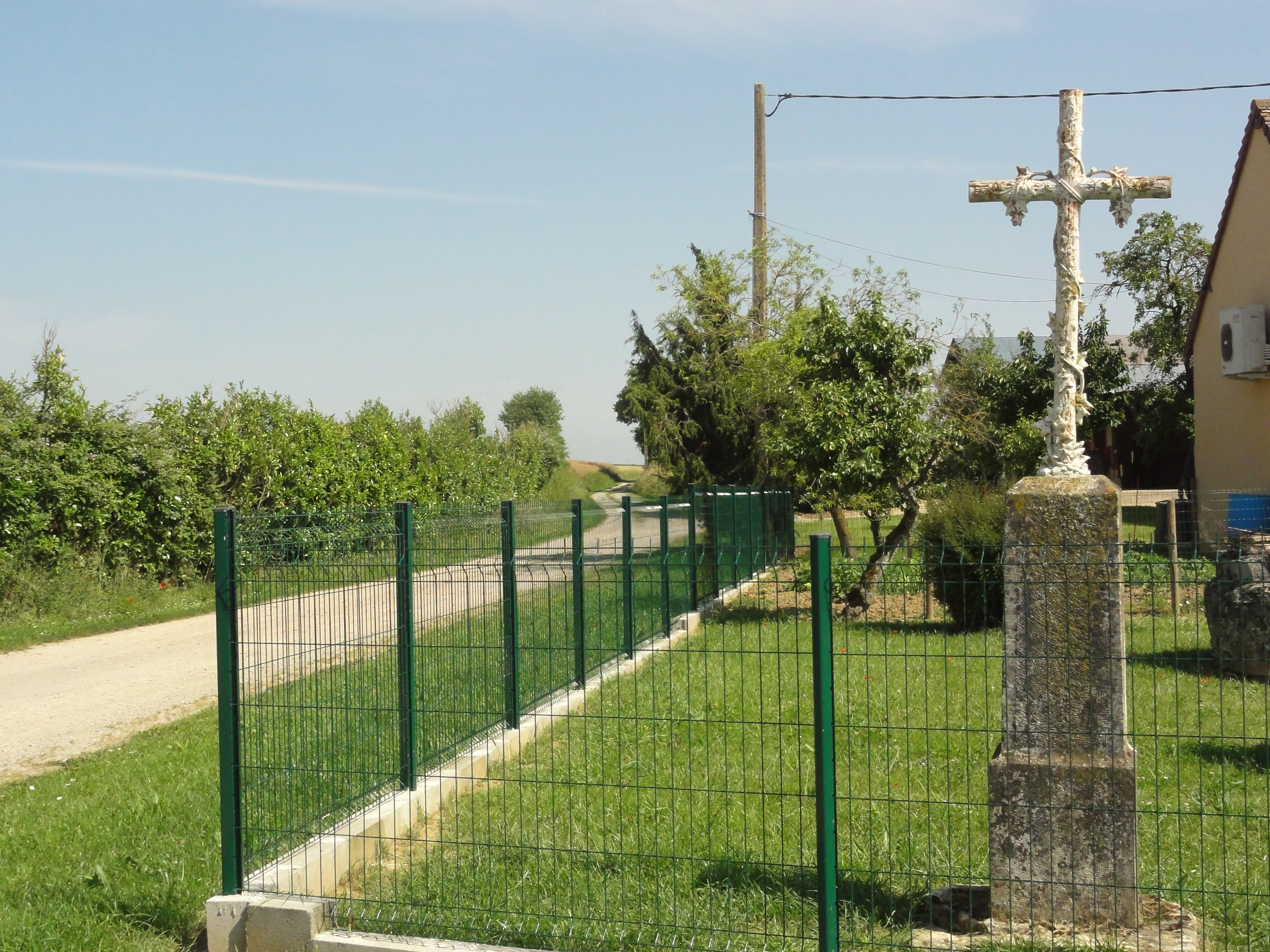
Croix à La Croix de Courgains

### Communes limitrophes
| Les Mées | Saosnes                       | Saint-Calez-en-Saosnois |
| Thoigné  | Courgains                     | Monhoudou               |
| Dangeul  | Dangeul, Marolles-les-Braults | Marolles-les-Braults    |

### Climat
Pour des articles plus généraux, voir Climat des Pays de la Loire et Climat de la Sarthe.
En 2010, le climat de la commune est de type climat océanique dégradé des plaines du Centre et du Nord, selon une étude du CNRS s'appuyant sur une série de données couvrant la période 1971-2000. En 2020, Météo-France publie une typologie des climats de la France métropolitaine dans laquelle la commune est exposée à un climat océanique altéré et est dans une zone de transition entre les régions climatiques « Normandie (Cotentin, Orne) » et « Moyenne vallée de la Loire ». 
Pour la période 1971-2000, la température annuelle moyenne est de 10,9 °C, avec une amplitude thermique annuelle de 14,2 °C. Le cumul annuel moyen de précipitations est de 712 mm, avec 11,9 jours de précipitations en janvier et 7,3 jours en juillet. Pour la période 1991-2020, la température moyenne annuelle observée sur la station météorologique de Météo-France la plus proche, « Marolles Les Braults », sur la commune de Marolles-les-Braults à 5 km à vol d'oiseau, est de 11,8 °C et le cumul annuel moyen de précipitations est de 702,5 mm,. Pour l'avenir, les paramètres climatiques de la commune estimés pour 2050 selon différents scénarios d'émission de gaz à effet de serre sont consultables sur un site dédié publié par Météo-France en novembre 2022.

## Urbanisme

### Typologie
Au 1er janvier 2024, Courgains est catégorisée commune rurale à habitat dispersé, selon la nouvelle grille communale de densité à sept niveaux définie par l'Insee en 2022.
Elle est située hors unité urbaine. Par ailleurs la commune fait partie de l'aire d'attraction de Mamers, dont elle est une commune de la couronne,. Cette aire, qui regroupe 21 communes, est catégorisée dans les aires de moins de 50 000 habitants,.

### Occupation des sols
L'occupation des sols de la commune, telle qu'elle ressort de la base de données européenne d’occupation biophysique des sols Corine Land Cover (CLC), est marquée par l'importance des territoires agricoles (97,5 % en 2018), une proportion sensiblement équivalente à celle de 1990 (97,6 %). La répartition détaillée en 2018 est la suivante : 
terres arables (88,2 %), prairies (8,8 %), zones urbanisées (2,5 %), zones agricoles hétérogènes (0,5 %). L'évolution de l’occupation des sols de la commune et de ses infrastructures peut être observée sur les différentes représentations cartographiques du territoire : la carte de Cassini (XVIIIe siècle), la carte d'état-major (1820-1866) et les cartes ou photos aériennes de l'IGN pour la période actuelle (1950 à aujourd'hui).

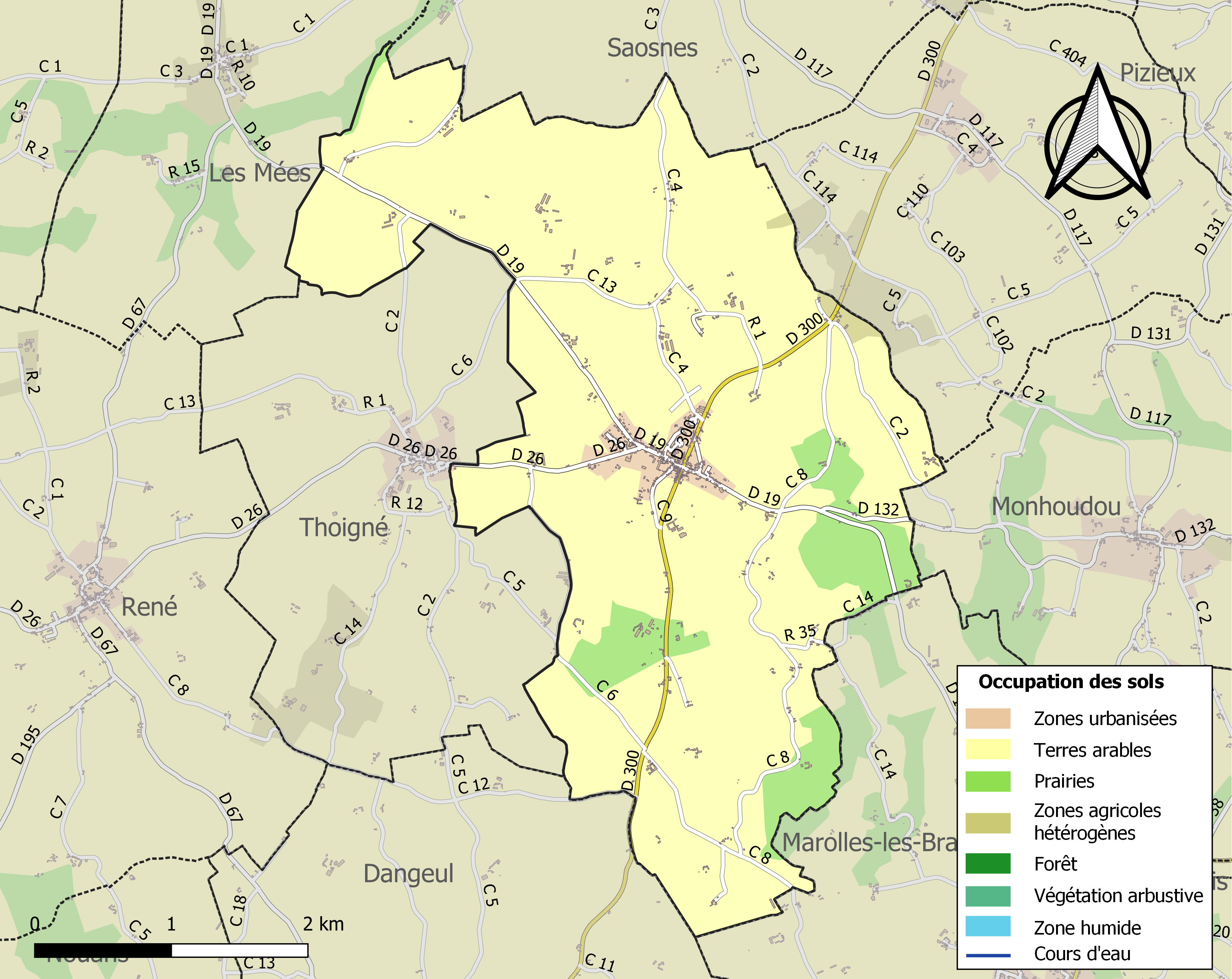
Carte des infrastructures et de l'occupation des sols de la commune en 2018 (CLC).

## Histoire
Cortgahem, Courgains a compté 1 422 habitants en 1836 avec ses douze hameaux très peuplés (les Biards, les Brées, les Haies, le Tertre, la Touche).

## Politique et administration
| Période                                  | Période       | Identité            | Étiquette | Qualité                           |
| ---------------------------------------- | ------------- | ------------------- | --------- | --------------------------------- |
| 1995                                     | mars 2001     | Yvette Berteraut    |           |                                   |
| mars 2001                                | mars 2008     | Jacques Boulay      | SE        | Exploitant agricole               |
| mars 2008                                | janvier 2016  | Jacques Frénéhard   | SE        | Technicien agricole               |
| mars 2016                                | novembre 2016 | Michèle Tolosa-Joas | SE        | Retraitée de la fonction publique |
| décembre 2016                            | En cours      | Patrick Manuel      | SE        | Attaché commercial                |
| Les données manquantes sont à compléter. |               |                     |           |                                   |

## Démographie
L'évolution du nombre d'habitants est connue à travers les recensements de la population effectués dans la commune depuis 1793. Pour les communes de moins de 10 000 habitants, une enquête de recensement portant sur toute la population est réalisée tous les cinq ans, les populations de référence des années intermédiaires étant quant à elles estimées par interpolation ou extrapolation. Pour la commune, le premier recensement exhaustif entrant dans le cadre du nouveau dispositif a été réalisé en 2006.
En 2022, la commune comptait 585 habitants, en évolution de +0,52 % par rapport à 2016 (Sarthe : −0,25 %, France hors Mayotte : +2,11 %).
| 1793  | 1800  | 1806  | 1821  | 1831  | 1836  | 1841  | 1846  | 1851  |
| ----- | ----- | ----- | ----- | ----- | ----- | ----- | ----- | ----- |
| 1 203 | 1 297 | 1 165 | 1 349 | 1 349 | 1 422 | 1 410 | 1 362 | 1 321 |

| 1856  | 1861  | 1866  | 1872  | 1876  | 1881  | 1886 | 1891 | 1896 |
| ----- | ----- | ----- | ----- | ----- | ----- | ---- | ---- | ---- |
| 1 321 | 1 257 | 1 196 | 1 078 | 1 085 | 1 022 | 971  | 916  | 833  |

| 1901 | 1906 | 1911 | 1921 | 1926 | 1931 | 1936 | 1946 | 1954 |
| ---- | ---- | ---- | ---- | ---- | ---- | ---- | ---- | ---- |
| 828  | 797  | 811  | 749  | 748  | 749  | 669  | 654  | 675  |

| 1962 | 1968 | 1975 | 1982 | 1990 | 1999 | 2006 | 2011 | 2016 |
| ---- | ---- | ---- | ---- | ---- | ---- | ---- | ---- | ---- |
| 637  | 574  | 499  | 512  | 513  | 516  | 595  | 598  | 582  |

| 2021 | 2022 | - | - | - | - | - | - | - |
| ---- | ---- | - | - | - | - | - | - | - |
| 581  | 585  | - | - | - | - | - | - | - |

## Économie

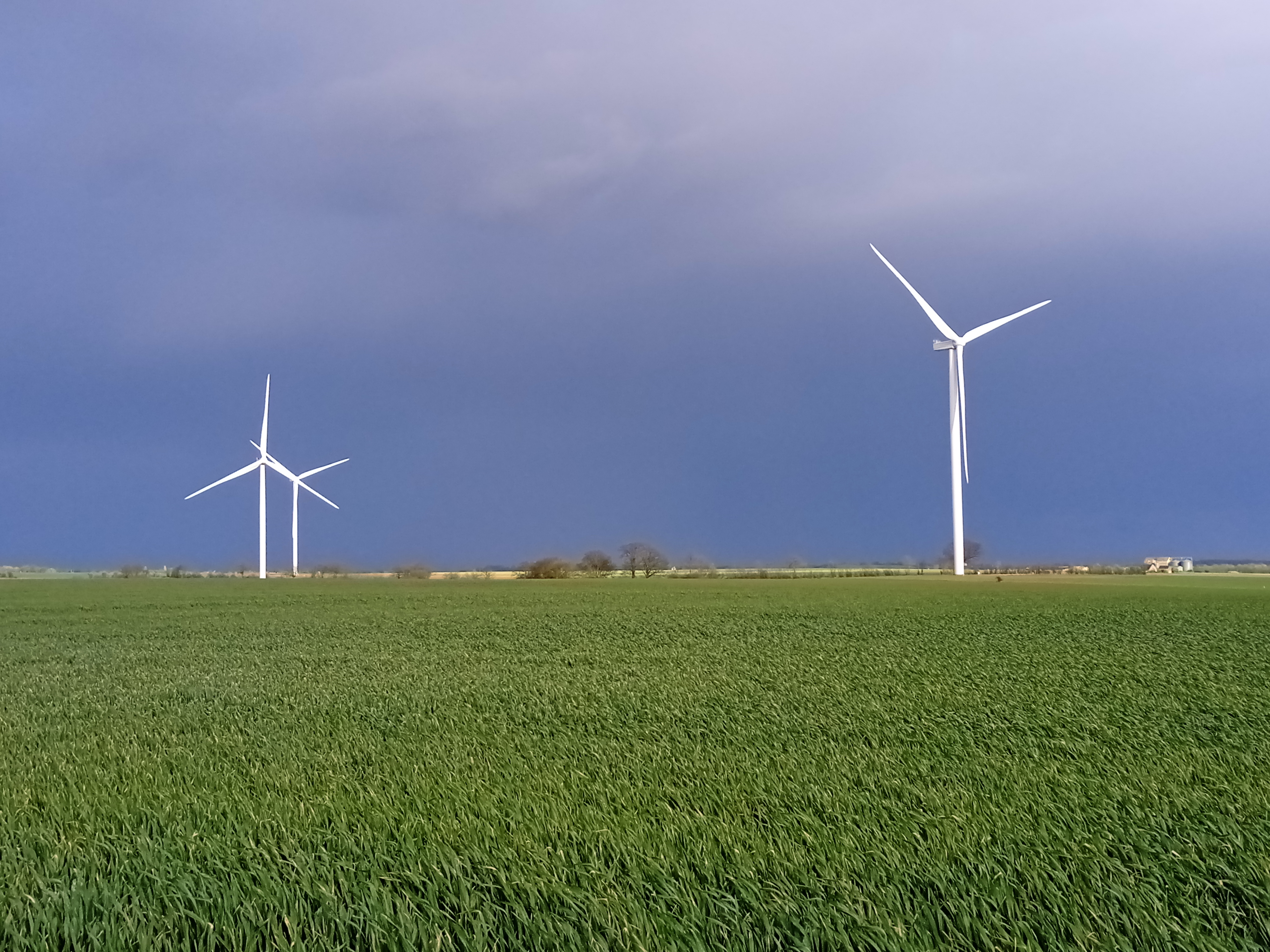
Eoliennes de la commune un soir d'orage

L'économie de Courgains, du fait de sa position de commune de campagne, réside dans l'agriculture. Il est à noter tout de même que Courgains est doté de plusieurs commerces de proximité (charcuterie, bureau de tabac, épicerie, boulangerie, salon de coiffure, fleuriste), ainsi que plusieurs PME dont une entreprise de transport messagerie, une menuiserie, une bétonnerie, une entreprise de travaux et de terrassement, ainsi qu'une entreprise du groupe Alfa Laval.

## Enseignement

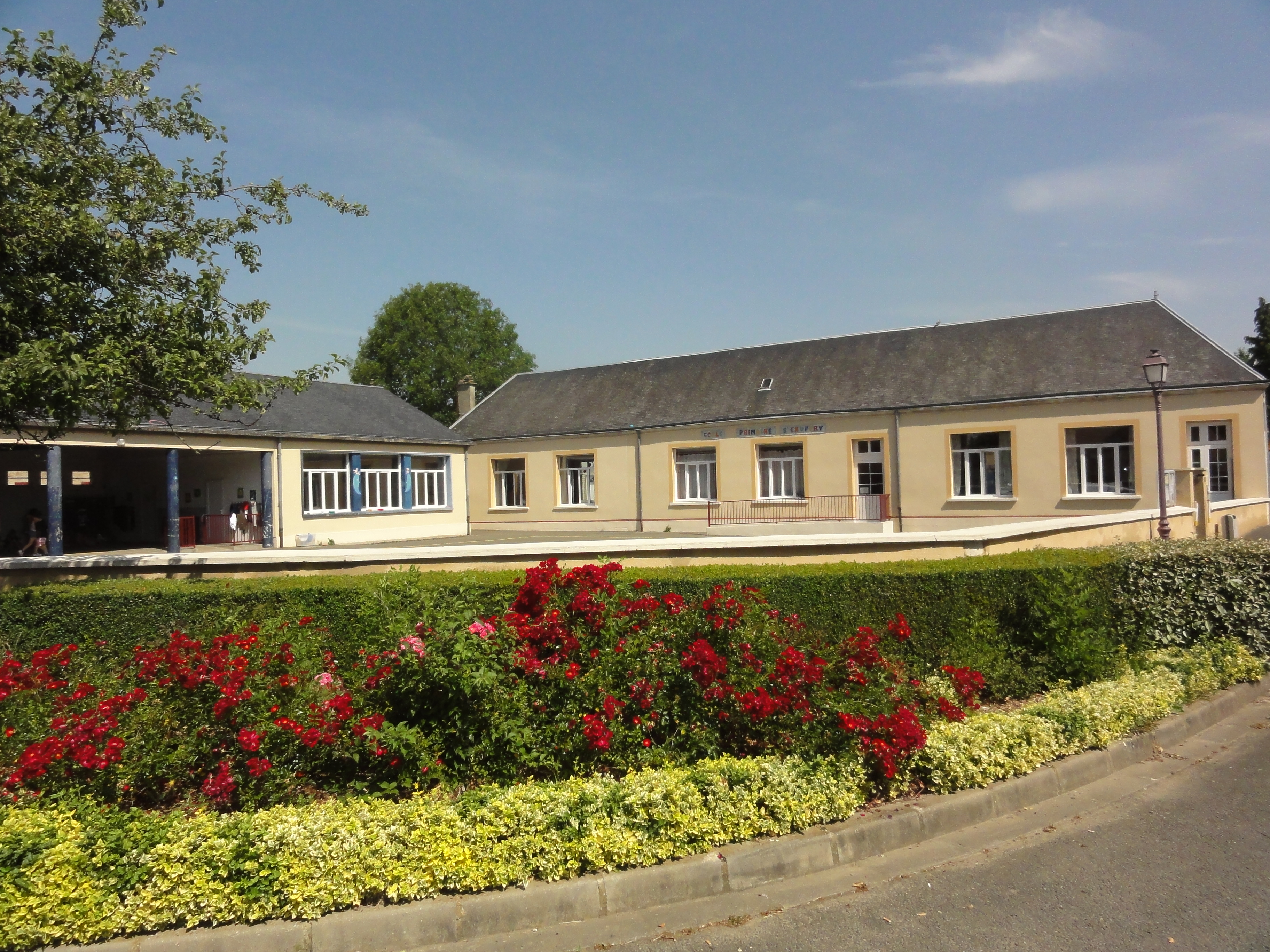
L'école

- École Antoine-de-Saint-Exupéry

## Lieux et monuments
- Église Saint-Pierre-et-Saint-Paul (XIIe siècle) ; retable.
- Monument aux morts.
- Croix et calvaire.
- Butte du Theil, « géopole, panorama et table d'orientation ».
- Deux petits lavoirs (un lavoir communal et un lavoir privé).
- Le stade Dufour.
- Le petit bois Girard.
- La fresque de École Antoine-de-Saint-Exupéry, peinte par les élèves et l'artiste peintre Élise Beignard.

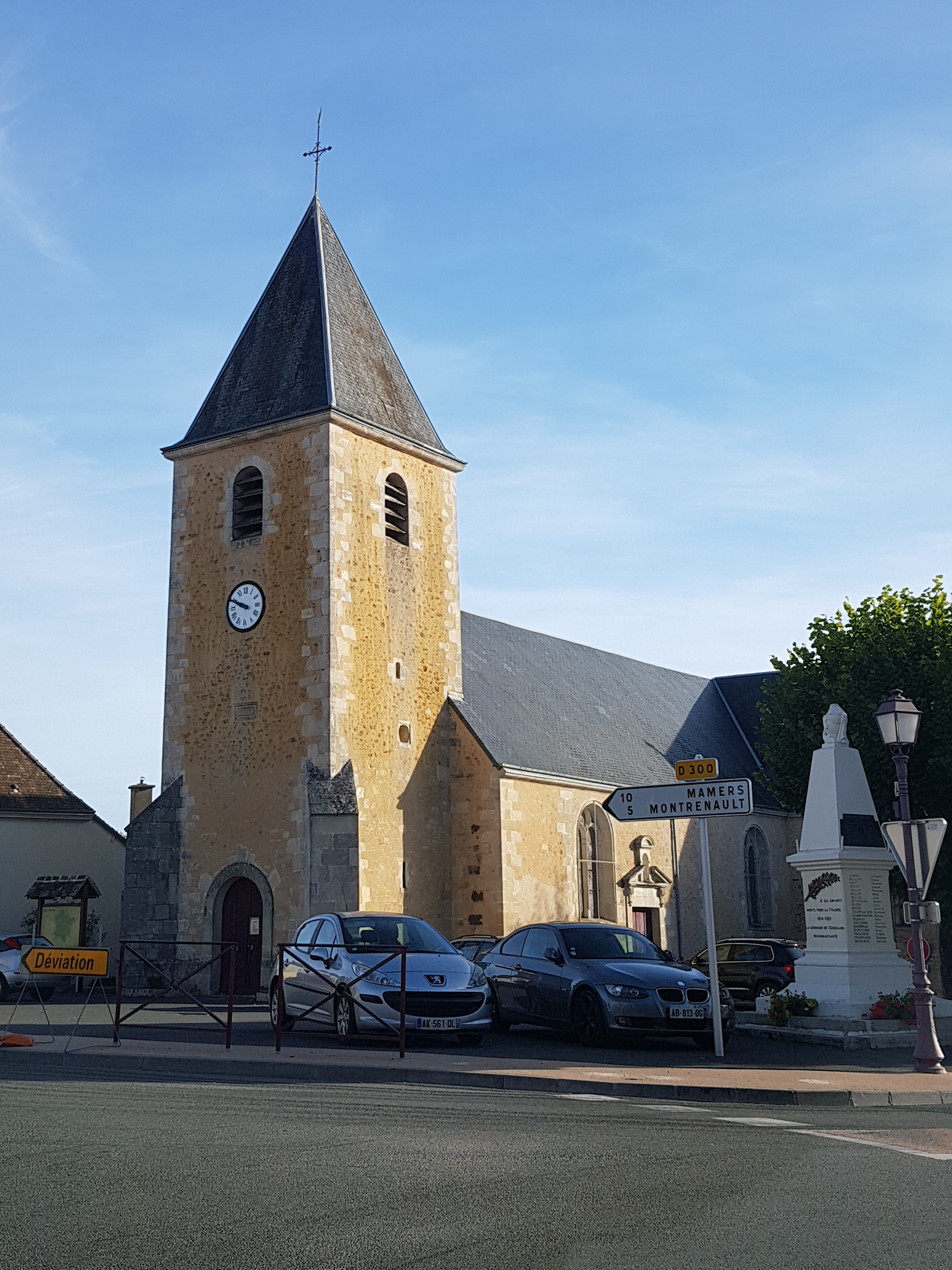
Église Saint-Pierre-et-Saint-Paul.
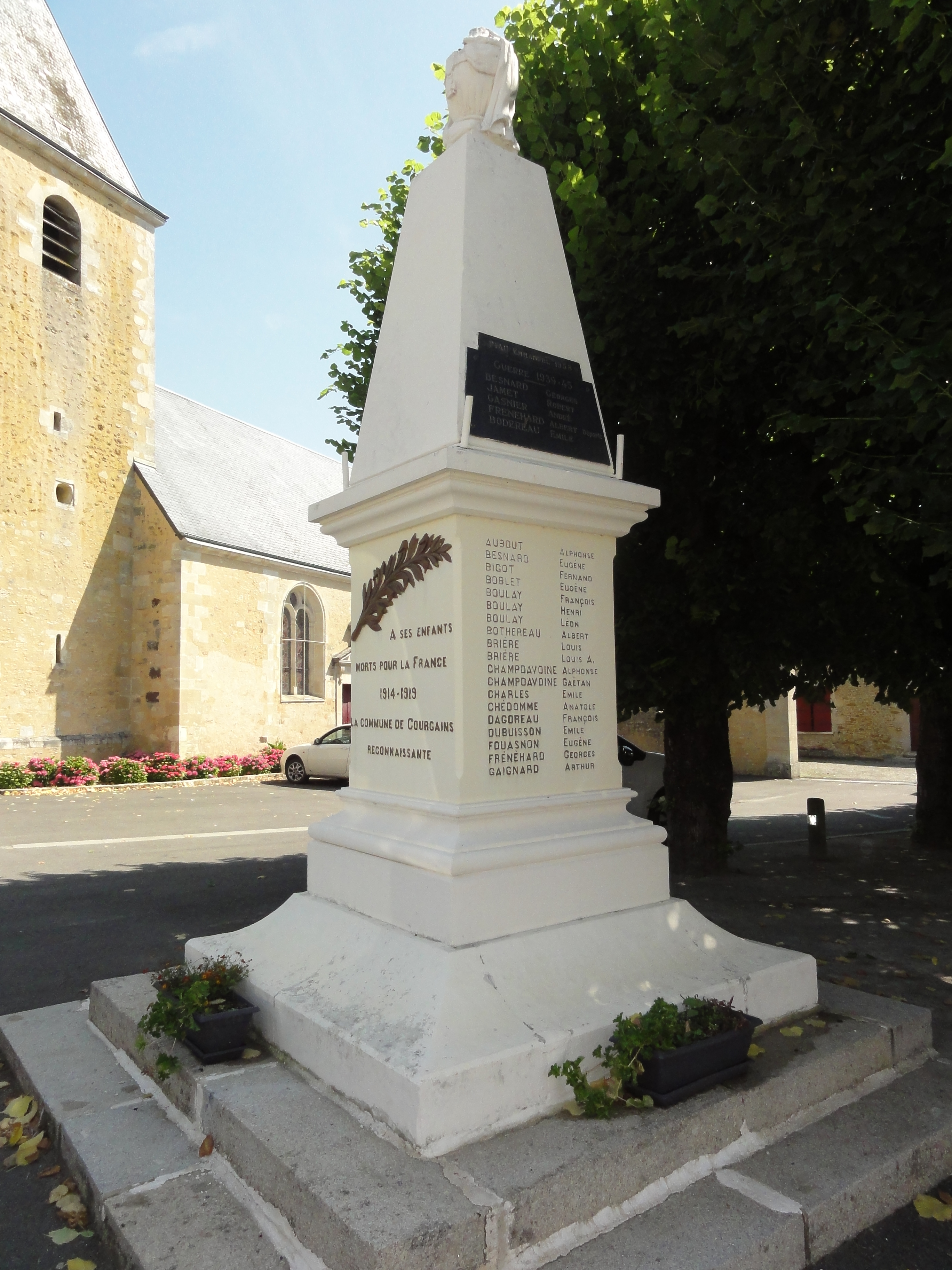
Monument aux morts.
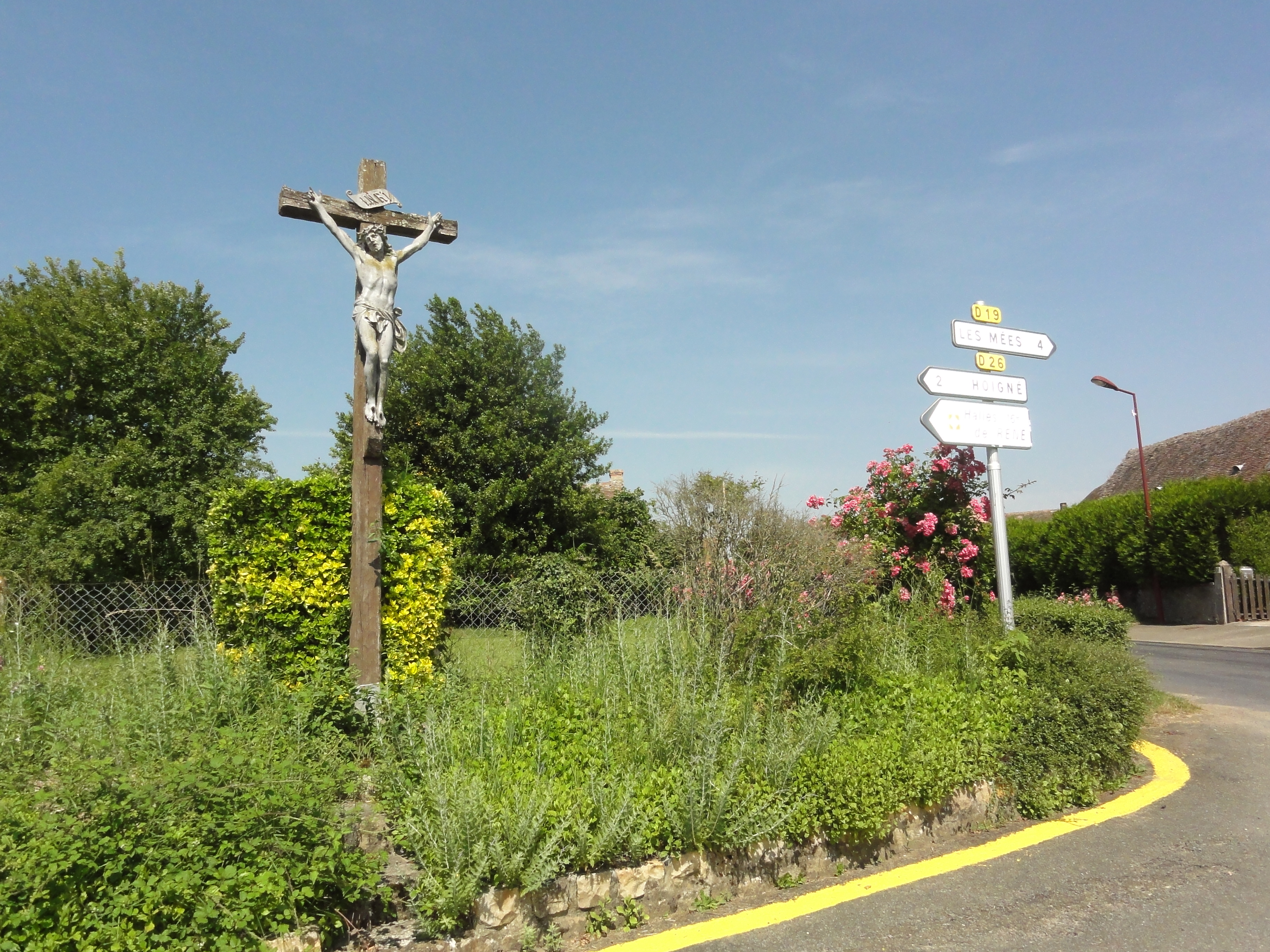
Calvaire, D19-D26.

## Activité et manifestations
- Repas champêtre tous les ans, au 14 juillet, organisée par la municipalité.
- 8-Mai, 11-Novembre, kermesse des écoles, tournoi de tennis de table, saison footballistique, la randonnée pédestre, le tournoi de boules.

## Personnalités liées à la commune
- Hyppolite Brière, charcutier né à Courgains le 31 octobre 1848, inventeur du boudin blanc d'Essay.
- Augustin-Julien Devaux, vétérinaire né à Courgains, auteur en 1926 d'une thèse intitulée Relations sur la mortalité et les affections spécifiques des poulains nouveau-nés dans le Perche.